# 竹谷とし子
竹谷 とし子（たけや としこ、1969年〈昭和44年〉9月30日 - ）は、日本の政治家、公認会計士、経営コンサルタント。公明党所属の参議院議員（3期）、公明党代表代行、公明党女性委員長。現姓：菊地（きくち）。
参議院災害対策特別委員長、財務大臣政務官、参議院総務委員長、参議院法務委員長、復興副大臣、公明党副代表などを歴任した。

## 経歴
水産・山菜加工業を営む家庭の6人兄妹の末っ子として、北海道標津郡標津町に生まれる。小中学生時代は漫画家やファッションデザイナーに憧れる一方、中学校の生徒会長を務めた。
創価高等学校を卒業後、創価大学経済学部に進学。在学中に公認会計士試験に合格する。1992年3月に同大学を卒業し、監査法人トーマツに入社した。
1995年、公認会計士登録。1996年、アビームコンサルティング株式会社に移り、経営コンサルタントとして活動を開始する。以後、世界10カ国で企業などの経営改善を推進した。
2005年、アビームコンサルティング株式会社執行役員に就任。開発途上国の支援プロジェクトにも尽力し、ベトナムやインドネシアで実績を挙げる。
2010年7月11日の第22回参議院議員通常選挙に東京都選挙区から公明党公認で立候補し、得票数2位で初当選する。
2013年10月9日、参議院災害対策特別委員長に就任。2014年9月4日には財務大臣政務官に就任し、内閣改造を迎える2015年10月9日まで務め上げる。
2016年7月の第24回参議院議員通常選挙に東京都選挙区から公明党公認で立候補し、得票数3位で再選を果たす。
2017年9月28日、参議院総務委員長に就任。2019年10月4日、参議院法務委員長に就任。
2022年7月の第26回参議院議員通常選挙に東京都選挙区から公明党公認で立候補し、得票数2位で3選を果たす。同年8月12日に復興副大臣に就任し、内閣改造を迎える2023年9月15日まで務め上げる。
2023年9月21日、古屋範子の後任として公明党女性委員長に就任。2024年9月28日、新執行部の発足に伴い、公明党副代表に選出された。
2024年11月9日、浜四津敏子の退任以降は空席となっていた公明党代表代行のポストに就任する。

## 政策・主張

### 憲法
- 憲法改正について、2016年の朝日新聞社のアンケートで「どちらかと言えば賛成」と回答し[9]、同年の毎日新聞社のアンケートでは選択肢以外の回答をした[10]。2022年のNHKのアンケートで「賛成」と回答[11]。
- 憲法9条改正について、2016年の毎日新聞社のアンケートで「反対」と回答[10]。9条への自衛隊の明記について、2022年のNHKのアンケートで「どちらともいえない」と回答[11]。
- 憲法を改正して緊急事態条項を設けることについて、2022年のNHK・東京新聞のアンケートで「反対」と回答[11][11][12]。

### 外交・安全保障
- 2011年、政府開発援助（ODA）削減案に反対する超党派連合のメンバーの一員として名を連ねる[13]。
- 「他国からの攻撃が予想される場合には先制攻撃もためらうべきではない」との設問に対し、2016年のアンケートで「反対」と回答[9]。
- 敵基地攻撃能力を持つことの是非について、2022年のNHKのアンケートで回答しなかった[11]。
- 「北朝鮮に対しては対話よりも圧力を優先すべきだ」との設問に対し、2016年のアンケートで「どちらとも言えない」と回答[9]。
- 安全保障関連法の成立について、2016年の毎日新聞社のアンケートで「今の法制でよい」と回答[10]。
- 普天間基地の移設問題について、2016年の毎日新聞社のアンケートで「名護市辺野古に移設すべき」と回答[10]。
- ロシアは2022年2月24日、ウクライナへの全面的な軍事侵攻を開始した[14]。日本政府が行ったロシアに対する制裁措置についてどう考えるかとの問いに対し、2022年のNHKのアンケートで「適切だ」と回答[11]。
- 2022年6月7日、政府は経済財政運営の指針「骨太の方針」を閣議決定した。NATO加盟国が国防費の目標としている「GDP比2％以上」が例示され、防衛力を5年以内に抜本的に強化する方針が明記された[15]。これを受けて「防衛費を今後どうしていくべきだと考えるか」との問いに対し、2022年のNHKのアンケートで「ある程度増やすべき」と回答[11]。

### ジェンダー
- 選択的夫婦別姓制度の導入について、2016年の朝日新聞社、2022年のNHK・東京新聞のアンケートで「賛成」と回答[9][11][16]。
- 同性婚を可能とする法改正について、2016年の朝日新聞社のアンケートで「どちらかと言えば賛成」と回答[9]。2022年のNHKのアンケートで「賛成」と回答[11]。
- クオータ制の導入について、2016年の朝日新聞社、2022年のNHKのアンケートで「賛成」と回答[9][11]。
- 2023年4月、LGBTQなど性的少数者に関する啓発イベント「東京レインボープライド2023」のパレードに、公明党性的指向と性自認に関するプロジェクトチーム座長の谷合正明とともに参加した[17]。

### 財政
- 複式簿記・発生主義の公会計制度改革による「財政の見える化」を主張する。
- 公認会計士としての視点を活かし、国による個別事業のフルコスト情報の開示、年金積立金の資金運用改善などの行財政改革を実現に導く[18]。
- 防災関係の予算や研究開発費をカットせずに税金の無駄を削減する方策として、国債整理基金特別会計の利払い費（利子）に目をつけ、緊急時には日本銀行から資金を借りるようにすることで利払い費を削減するよう訴える[PR 3]。関係省庁との折衝や国会での質疑を経て、2013年1月の臨時閣議で政府に国債整理基金特別会計の減額案を承認させ、年間700億円の削減を実現させた[PR 3]。
- 「政府の経済政策について、財政出動と財政再建のどちらを優先すべきだと考えるか」との問いに対し、2022年の読売新聞社のアンケートで「どちらかといえば財政出動を優先し、景気を支えるべきだ」と回答[19]。
- 経済全体の規模を大きくする「成長」と、富の移転で格差是正を目指す「分配」のバランスについて、2022年の読売新聞社のアンケートで「どちらかといえば成長を重視すべきだ」と回答[19]。

### 食品ロス削減
- 食品ロスの解消やフードバンクへの支援を訴える[20]。2015年、公明党内に食品ロス削減推進プロジェクトチームを設置し、自ら座長に就任した。2016年からは全国で食品ロスに関するセミナーなどを開催し、関係者と学習や協議を重ねていく[21]。
- 2018年12月、超党派の議員連盟「食品ロス削減及びフードバンク支援を推進する議員連盟」を立ち上げ、事務局長に就任する[22]。自ら作った法案を手に各党の賛同取り付けに心血を注ぎ[PR 4]、2019年5月に食品ロスの削減の推進に関する法律を成立に導いた[23][21]。
- 食品ロス問題への取り組みを漫画化してホームページに掲載しているほか[24]、自らのYouTubeチャンネルでは「食品ロスゼロクッキング[25]」「SDGsクッキング[26]」などと題し、食品ロスにつながりがちな食材を使った料理を紹介している。

### その他
- 永住外国人への地方参政権付与について、2016年のアンケートで「賛成」と回答[9]。
- 首相の靖国神社参拝について、2016年のアンケートで「反対」と回答[9]。
- 「治安を守るためにプライバシーや個人の権利が制約されるのは当然だ」との設問に対し、2016年のアンケートで「反対」と回答[9]。
- 「原子力発電所は日本に必要だと思うか」との問いに対し、2016年の毎日新聞社のアンケートで「当面は必要だが、将来的には廃止すべき」と回答[10]。
- 2016年アメリカ合衆国大統領選挙について「ドナルド・トランプとヒラリー・クリントンのどちらを支持するか」との問いに対し、2016年の毎日新聞社のアンケートで「クリントン」と回答[10]。
- 2016年2月8日、総務大臣高市早苗は、放送局が政治的公平性を欠く放送を繰り返した場合、電波法に基づき電波停止を命じる可能性に言及した[27]。内閣総理大臣安倍晋三は2月15日の衆議院予算委員会で野党の批判に反論し、高市の発言を擁護した[28]。この政府の姿勢をどう思うかとの問いに対し、2016年の毎日新聞社のアンケートで回答しなかった[10]。
- 「岸田文雄首相の政権運営をどの程度評価するか」との問いに対し、2022年のNHKのアンケートで「ある程度評価する」と回答[11]。
- 「小池百合子都知事の都政運営をどの程度評価するか」との問いに対し、2022年のNHKのアンケートで「大いに評価する」と回答[11]。
- 「新型コロナウイルスの感染症法上の扱いを結核など2類と同等の現行の対応を維持するべきか、インフルエンザなど5類と同等に緩和するべきか」との問いに対し、2022年の東京新聞のアンケートで「今のままでよい」と回答[29]。

## 役職歴

### 内閣
- 復興副大臣（第2次岸田第1次改造内閣）
- 財務大臣政務官（第2次安倍改造内閣・第3次安倍内閣）

### 参議院
- 法務委員長
- 議院運営委員会理事
- 地方創生及び消費者問題に関する特別委員会理事
- 総務委員長
- 決算委員会理事
- 財政金融委員会理事
- 議院運営委員会委員
- 災害対策特別委員長
- 環境委員会委員
- 政府開発援助等に関する特別委員会委員
- 沖縄及び北方問題に関する特別委員会委員

### 公明党
- 代表代行
- 副代表
- 女性委員長
- 常任役員
- 参議院国会対策筆頭副委員長
- 中央会計監査委員
- 広報委員会広報局長
- 女性委員会副委員長
- 女性委員会女性局長
- 税制調査会事務局次長
- 環境部会長
- 内閣部会副部会長
- 財政･金融部会副部会長
- 東京都本部副代表
- 青年委員会副委員長
- 遊説局次長
- 財政･金融部会長代理
- 参議院国会対策副委員長
- 環境部会長代理
- 食品ロス削減推進プロジェクトチーム座長

## 所属団体・議員連盟
- 食品ロス削減及びフードバンク支援を推進する議員連盟（事務局長）
- アイヌ政策を推進する議員の会[30]
- 「こどもホスピス」を応援する議員連盟（事務局長）[31]

## 人物
- 実家は、干物や珍味造りなど地元の水産加工業を営む。兄4人、姉1人の6人兄妹の末っ子である[PR 2]。
- 小中学生時代のあだ名は「とっこ」[PR 2]。
- 日本の現職女性国会議員としては唯一の公認会計士である[32]。公認会計士試験には学生時代の1991年に現役合格し、創価大学初の現役女性合格者となった[PR 1]。
- 愛猫家であり、「ネコを見た瞬間ネコ語になる」説を認めている[33]。
- オタク文化にも造詣が深い。自宅にはボーカロイドの仮想アイドル・初音ミクのフィギュアが並んでおり、「初音ミクに癒やされる人たちに共感した。国会議員がフィギュア好きでもいいんじゃない?」と語っている[34]。
- カラオケの十八番は『千本桜』『ルカルカ★ナイトフィーバー』[PR 5]。
- 漫画好きである。中学時代までは一日数時間以上を漫画を読むことに捧げ、『なかよし』『りぼん』『マーガレット』などの漫画雑誌を愛読していた[35]。「読んで良かったマンガ」ベスト3としては『ブラック・ジャック』『釣りキチ三平』『うしろの百太郎』を挙げている[35]。
- 憧れの人物は緒方貞子。好きな言葉は「ベストをつくせ。たとえ失敗しても、もう一度トライせよ。そして再びベストをつくせ。」（マーガレット・サッチャー）[36]。

## 選挙歴
| 当落 | 選挙                     | 執行日         | 年齢 | 選挙区       | 政党   | 得票数     | 得票率 | 定数 | 得票順位 /候補者数 | 政党内比例順位 /政党当選者数 |
| ---- | ------------------------ | -------------- | ---- | ------------ | ------ | ---------- | ------ | ---- | ------------------ | ---------------------------- |
| 当   | 第22回参議院議員通常選挙 | 2010年07月11日 | 40   | 東京都選挙区 | 公明党 | 80万6862票 | 13.23% | 5    | 2/24               | /                            |
| 当   | 第24回参議院議員通常選挙 | 2016年07月10日 | 46   | 東京都選挙区 | 公明党 | 77万535票  | 12.38% | 6    | 3/31               | /                            |
| 当   | 第26回参議院議員通常選挙 | 2022年07月10日 | 52   | 東京都選挙区 | 公明党 | 74万2968票 | 11.80% | 6    | 2/34               | /                            |

## 著作

### 単著
- 心に太陽 笑顔で挑戦 ― わたしを変えた10の言葉（鳳書院） ISBN 978-4871221580

### 共著
- 日本の食卓を守る食料安全保障政策（雄山社） ISBN 978-4990122263
- 最新EAMの基本と仕組みがよ〜くわかる本（秀和システム） ※EAM研究会としての共著 ISBN 978-4798024233

### 掲載記事
- 2010年5月27日 - 日刊工業新聞（37面） 「社会インフラのリスクとEAM（上）」
- 2010年5月29日 - フジサンケイビジネスアイ（24面） 「著者は語る 『最新EAMの基本と仕組みがよ〜くわかる本』」
- 2010年6月3日 - 日刊工業新聞（25面） 「社会インフラのリスクとEAM（下）」
- 2011年9月18日 - 日経ヴェリタス（56面） 「活躍のフィールド広がる「なでしこ会計士」（下）」
- 2012年9月4日 - BLOGOS 『「財政の見える化」で公会計制度改革! これからのお金の使い方は国民みんなで考えよう 竹谷とし子議員インタビュー[37]』
- 2013年8月13日 - WEB 第三文明『【対談】「財政再建」への道は、まず「財政の見える化」から[38]』
- 2015年3月10日 - WEB 第三文明『公会計改革の実現へ――公明党が全国で推進する「財政の見える化」[39]』

### 一次資料
1. 1 2 3  “プロフィール | 参議院議員 公認会計士 竹谷とし子”.   竹谷とし子. 2024年10月30日閲覧。
2. 1 2 3 4  “経歴 |  参議院議員 公認会計士 竹谷とし子”.   竹谷とし子. 2024年10月30日閲覧。
3. 1 2  “マンガ：竹谷とし子物語「6000億の税のムダ削減」 | 参議院議員 公認会計士 竹谷とし子”.   竹谷とし子. 2024年11月1日閲覧。
4. ↑  “竹谷とし子の「ほっとストーリー」”.   公明党. 2024年10月30日閲覧。
5. ↑  “コメ助が竹谷とし子を紹介するヨネ！ | 参議院議員 公認会計士 竹谷とし子”.   竹谷とし子. 2024年10月30日閲覧。